# 忘忧清乐集
《忘忧清乐集》是棋待诏李逸民汇编，南宋初年成书的中国围棋古籍。书名大多认为来自宋徽宗诗中“忘忧清乐在枰棋，仙子精攻岁未笄”一句。其记载了中国唐宋时期的围棋理论与实战棋谱，是围棋史研究的重要参考资料。

## 内容
本书记载内容分两部分，第一部分是中国古代围棋理论著作：
- 棋经十三篇
- 棋诀
- 论棋诀要杂说

第二部分则是“棋图”，包括实战棋谱，死活题，定式等，代表作：
- 金花碗图（实战棋谱）
- 空花角图十二变（定式）
- 独飞天鹅势（死活题）

## 意义
该书籍是现存最早的围棋书籍，记载了中国唐宋时期的围棋理论与实战棋谱，是围棋史研究的重要参考资料。